# Calamonaci
Calamonaci är en ort och kommun i kommunala konsortiet Agrigento, innan 2015 provinsen Agrigento, i regionen Sicilien i sydvästra Italien. i regionen Sicilien i sydvästra Italien. Kommunen hade 1 311 invånare (2017).